# Rui Gomes da Silva
Rui Manuel Lobo Gomes da Silva (ur. 23 sierpnia 1958 w Lizbonie) – portugalski polityk i prawnik, parlamentarzysta, w latach 2004–2005 minister.

## Życiorys
W 1981 ukończył studia prawnicze na Uniwersytecie Lizbońskim. Podjął praktykę w zawodzie adwokata. Był nauczycielem akademickim na macierzystej uczelni, a także na Universidade Lusíada de Lisboa i Universidade Moderna w Porto.
W 1978 dołączył do Partii Socjaldemokratycznej. W latach 1979–2009 wchodził w skład władz tego ugrupowania, od 2007 do 2008 pełnił funkcję jej wiceprzewodniczącego. W latach 1985–1987 kierował gabinetem Pedra Santany Lopesa, ówczesnego sekretarza stanu ds. prezydium rządu. Był radnym Lizbony (1990–1994, 2002–2005) oraz radnym Cascais (1998–2002). Między 1987 a 2009 sprawował mandat posła do Zgromadzenia Republiki V, VI, VII, VIII, IX i X kadencji. W lipcu 2004 został ministrem do spraw kontaktów z parlamentem w gabinecie Pedra Santany Lopesa. W listopadzie przeszedł na stanowisko ministra delegowanego przy premierze, zajmował je do marca 2005.
Powrócił następnie do praktyki adwokackiej. Od 2009 był członkiem władz klubu piłkarskiego SL Benfica (m.in. wiceprezesem). Został też stałym komentatorem programu sportowego O Dia Seguinte w telewizji SIC Notícias.